# Hyundai Tucson
Hyundai Tucson (транскр. Хјундаи тусон) (кореј. 현대 투싼) је компактни кросовер СУВ који производи јужнокорејски произвођач Хјундаи од 2004.

## Историјат
У линији бренда, тусон се налази испод санта феа, а изнад коне и крете. Име је добио по граду Тусону у Аризони. Модел друге генерације је пласиран као Хјундаи ix35 на неколико тржишта, укључујући Европу, Аустралију и Кину, пре него што се вратио на тусон за трећу генерацију.
Тусон је најпродаванији Хјундаи СУВ модел, са више од 7 милиона продатих јединица широм света од када је лансиран 2004. Од тога, 1,4 милиона јединица је продато у Европи.

### Име аута
Тусон је у стварности град у Аризони, а на сличан начин који је такође преузет са Америке је назив санта фе за Хјундаја санта фе. Назив на српском је веома сличан изразу тупсон, што нема никакве везе са овим аутом.

### Прва генерација (2004–2010)
Тусон прве генерације је лансиран 2004. године, након што је његово име објављено у новембру 2003. године. Позициониран као мања алтернатива санта феу, он је своју платформу базирану на Хјундаи елантри делио са другом генерацијом Кије спортиџ.
Бензински мотори који су лежали су од 2,0 (145 КС) и 2.7 (175 КС) и дизел мотор од 2.0 (111 и 140 КС).
- I генерација, предњи поглед
- I генерација, задњи поглед
- Ентеријер

### Друга генерација (ix35) (2009–2015)
На већини тржишта ван Јужне Кореје и Северне Америке, име Хјундаи тусон (познато и као „Хјундаи тусон икс“ у Кореји) је повучено у корист Хјундаи ix35. Возила продата у Северној Америци и неколико других региона и даље су се звала тусон. Ix35 је представљен на сајму аутомобила у Франкфурту 2009. Тврдило се да су излазна снага, ефикасност горива, удобност и безбедност све побољшане. Познато под именом пројекта ЛМ, било је потребно 36 месеци и 280 милијарди вона (око 225 милиона УС$) да се развије.

Извештава се да је стил ix35 заснован на Хјундаи икс-оник концепту. Ix35 је дизајнирао Хјундаи дизајнер Ча II-Хои 2007. године, под вођством бившег БМВ дизајнера Томаса Бирклеа у Хјундаијевом дизајнерском студију у Риселсхајму у Немачкој и наставља стилски језик компаније, који се продаје као „флуидна скулптура“. Компактно кросовер возило има широке линије попут купеа, осећај премијум возила и долази са функцијама које нису биле доступне на његовом претходнику.
- II генерација, предњи поглед
- II генерација, задњи поглед
- II генерација, редизајн, предњи поглед
- II генерација, редизајн, задњи поглед

### Трећа генерација (2015–2021)
У фебруару 2015. Хјундаи је објавио прве детаље о својој следећој генерацији тусона уочи званичног дебија кросовера на Салону аутомобила у Женеви 3. марта 2015. Овај модел је стигао у салоне у другој половини 2015. године, као модел 2016. године. Од ове генерације, Хиундаи је укинуо ix35 натписну плочицу, враћајући се на тусон глобално.
Тусон треће генерације мери 65 mm дужи и 30 mm шири од свог претходника, док се вози на 30 mm дужем међуосовинском растојању. Простор за одлагање позади је такође већи, са капацитетом седишта који расте са 465 на 513 литара.

Почевши од ове генерације, нуде се сигурносне технологије као што су упозорење о напуштању траке, детекција мртвог угла и аутоматско кочење за пешаке и аутомобиле, заједно са аутоматским мењачем са двоструким квачилом и векторисањем обртног момента познатим као Hyundai Active Cornering Control.
- III генерација, предњи поглед
- III генерација, задњи поглед
- Ентеријер
- III генерација, редизајн, предњи поглед
- III генерација, редизајн, задњи поглед
- Ентеријер, редизајн

### Четврта генерација (2020–)
Четврта генерација тусона представљена је 14. септембра 2020. Потпуно нови модел карактерише Хјундаијева решетка налик на драгуљ, са геометријским дневним светлима који су другачије названи "анђеоска крила" интегрисаним у његов дизајн. Хјундаијев дизајнерски тим, предвођен СангЈуп Лиом, његовим вишим потпредседником и шефом Хјундаи Глобал Дизајн Центра, преобликовао је тусон са испупченим блатобранима, закошеним отворима за точкове, равном линијом крова и кратким препустима. Пре објављивања, четврта генерација тусона је представљена као Вижн Т Концепт представљен на Салону аутомобила у Лос Анђелесу 2019. у новембру 2019. године.
Возећи се на скраћеној верзији Н3 платформе која се дели са већим санта феом, четврта генерација тусона се нуди са две дужине међуосовинског растојања за различита тржишта како би се задовољиле различите потребе и очекивања купаца у различитим регионима, који су кратки међуосовински размак (2.680 mm), и дугачко међуосовинско растојање (2.755 mm). Већина региона ван Европе, Блиског истока и Мексика добија верзију са дугим међуосовинским растојањем. У Кини, четврта генерација тусона са дугим међуосовинским растојањем се продаје као тусон Л да би се разликовао од старијег модела.

У унутрашњости, нови тусон има опциону потпуно дигиталну инструмент таблу без хаубе и волан са четири крака. Такође укључује вертикално наслагани, двоструки екран на додир од 10,25 инча (260 mm) са капацитивним тастерима. За верзију са дугим међуосовинским растојањем, Хјундаи је тврдио да ће запремина терета обезбедити 38,7 кубних стопа (1.096 Л) корисног простора.
- IV генерација, предњи поглед
- IV генерација, задњи поглед
- Ентеријер